# Козак Мамай

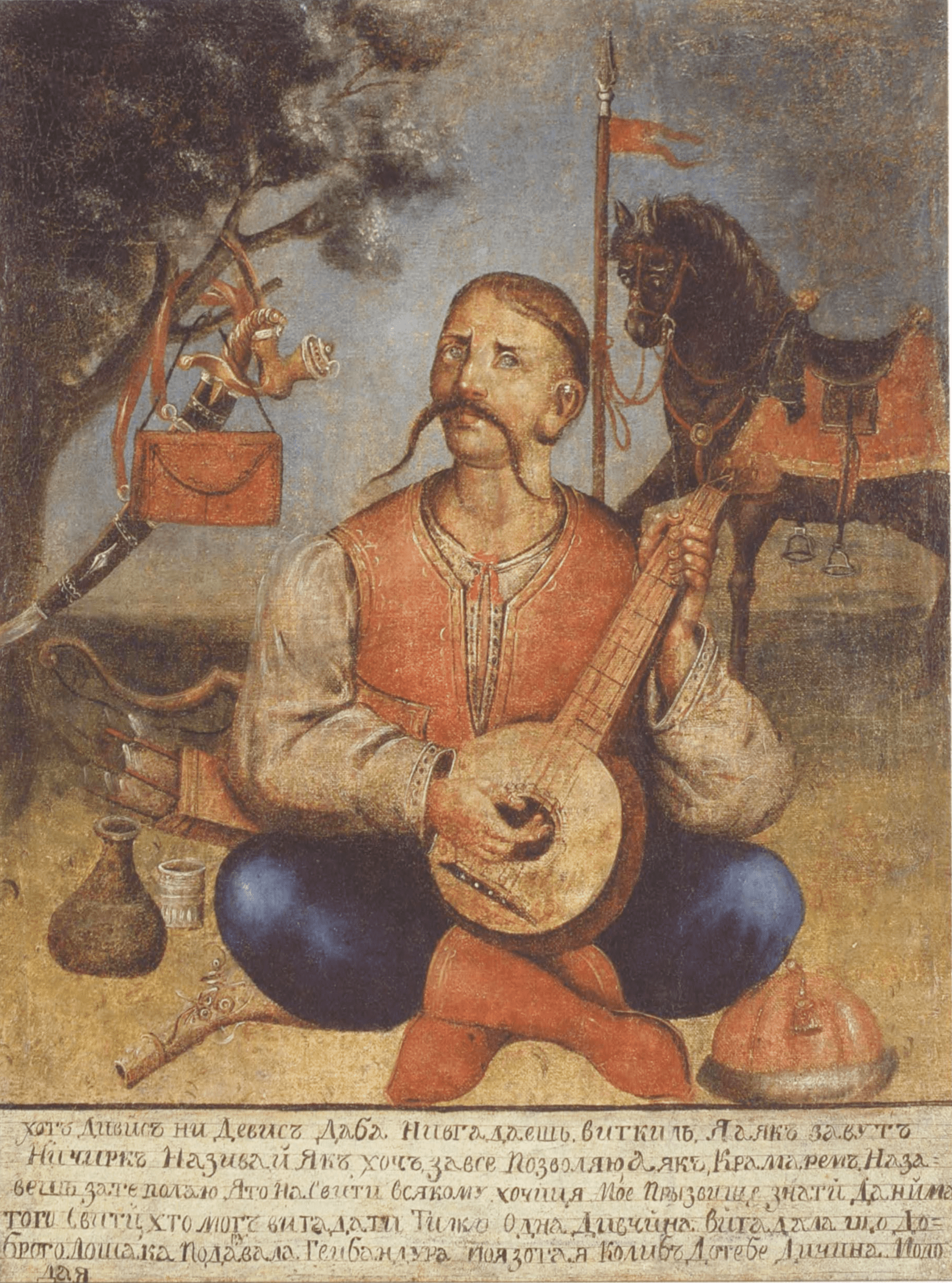
Картина «Козак Мамай» (XVIII ст.). Полтавська обл. Музей Івана Гончара

Коза́к Мама́й — народна картина із зображенням козака-бандуриста, один із найпоширеніших фольклорних героїв в Україні. Картину створено за традиційною схемою — в її центрі у статичній позі сидить козак з бандурою. Малюнки пізніших часів дедалі більше відходять від первинних однофігурних композицій, але традиційна поза головного персонажа на них залишається незмінною. Дослідники виводять її (цю позу) зі східної іконографії, вказують на її подібність до зразків мистецтва часів скіфів і навіть більш ранньої доби – індоарійської прадавньої спільноти. Схема картини не змінюється, а лише доповнюється побічними сюжетами чи персонажами (саме це, на думку дослідників, свідчить про давність однофігурної композиції).
Образ Козака Мамая є властивим українській культурі ідилічним сюжетом, коли повнота буття пов'язана із внутрішнім станом людини, що здобувши особисту свободу, використовує її для творчості.

## Загальні відомості
У XVII—XIX ст. картина козака-бандуриста була найпопулярнішою на українських землях, особливо на Полтавщині, Чернігівщині, Харківщині, рідше на Правобережжі. Нею селяни, потомки простих козаків, прикрашали свої хати, образ козака-бандуриста малювали на дверях і стінах хат, на скринях, кахлях і посуді.
Оповіді про козака-бандуриста зустрічаються серед народних легенд, переказів та приказок. На картинах малювали в супроводі сакральної для українців символіки — кобзи, що є символом національних традицій та співучої душі народу; коня, що є символом війни, некерованого гніву та хоробрості; дуба, котрий символізує могутність та генетичну чистоту роду. Часто на малюнках присутнє зображення списа з прапором, козацького штофа і чарки. Це були речі, пов'язані з життям та смертю козака — спис ставили на місці поховання, штоф і чарку клали в могилу — вони нагадували про скороминущість життя та козацьку долю, в якій загроза смерті в бою була повсякденною реальністю.
У багатьох вчених-етнографів, письменників є згадки про дуб Мамая, що знаходився на території Чигиринського повіту.[джерело?] Про цей дуб пише у своєму романі «Порубежники» Аполлон Скальковський: «Въ Кіевской губерніи Чигиринскаго уѣзда въ Бураковскомъ лѣсу по дорогѣ изъ казеннаго селенія Херсонки въ с. Нестеровку есть еще дерево, называемое Мамаевымъ дубом; стволъ его, необыкновенной толщины, весь избуравленъ отыскивателями кладовъ». Хутір Херсонка (нині частина с. Іванівка) в ті часи (XIX ст.) належав до Суботівської волості, а село Нестерівка — це сучасне село Вершаці.[джерело?]
Писав про дуб Мамая і француз Домінік П'єр Де ля Фліз[джерело?], який залишив нам дев'ять так званих альбомів — це рукописні книги, які крім численних малюнків містять краєзнавчий і етнографічний опис Київщини. На двох малюнках він зобразив «разбойника Мамая» і «Мамаевъ Дубъ». У пояснювальному тексті свого рукописного альбому Де ля Фліз зафіксував народні перекази про Мамая: «Серед народу поширена також розповідь про розбійника на ім'я Мамай, зображення якого зустрічається у багатьох хатах. Він сидить під дубом, грає на бандурі, віддалік на дереві висить чоловік. У Чигиринському повіті поблизу села Черкас мене водили до величезного, вже давно всохлого дуба. Його називають дубом розбійника Мамая.[джерело?] Колись у затінку цього дуба він влаштував своє пристановище, а на гіллі цього дерева вішав поляків і жидів, які потрапляли йому до рук, та й його самого на ньому пізніше повісили». На малюнку Де ля Фліза «Мамаевъ Дубъ» (факсимільна частина) зазначено: «срисованный съ натуры. Сей Дубъ находится въ урочищѣ Васильковскомъ — мотренинской возлѣ деревни Херсонкы, Чигринскаго уезда, дачи у которого разбойникъ Мамай часто весьма располагался таборомъ, какъ говоритъ мѣстное преданіе. Дубъ сей 3 аршинъ при раздѣленіи вѣтвей и старожилы говорятъ что около ста лѣтъ какъ дерево это безъ листья. Надобно полагать что Мамай существовалъ назадъ далеко за сто лѣтъ. Во время пребыванія у сего дерева, пиры его обозначалисъ кровавою местью на полякахъ и жидахъ которыхъ попадавшихся въ его руки, он ъ вѣшалъ на вѣтвяхъ сего дуба, на которомъ и самъ пойманъ по роспоряженію польскаго правительства повешенъ».[джерело?]
Картина «Козак Мамай» набула значного поширення в XVIII—XIX ст.[джерело?] Жодному іншому творові давнього українського народного малярства не судилося прожити таке довге життя в стількох варіантах, повтореннях і копіях.
Козак у думах і помислах українців уособлював народну силу духу, незламність волі в боротьбі з поневолювачами. Зображення козака на народних картинах в час, коли запорозького війська вже не існувало, сприймалося як своєрідний пам'ятник героїчному минулому українського народу. Малювали «Козака Мамая» на полотнах і на стінах хат, на дверях і віконницях, на кахлях і скринях. Подібних «Мамаїв» можна було зустріти чи не в кожній оселі в Україні.
Дослідників завжди цікавило питання: чому картину, на якій зображено українського козака, названо чужомовним ім'ям Мамай. Найвідомішим персонажем, що носив це ім'я був беклярібек Улусу Джучі, чиї володіння охоплювали степи Північного Причорономор'я. Його нащадком був Богдан, князь Глинський, який теж називав себе Мамаєм. Богдан був призначений намісником великого князя у Черкасах і відзначився набором перших козацьких загонів з українців, які з 1492 року вирушали в походи на південь. Саме Богдана Мамая і називають найвірогіднішим прототипом персонажу картини.
Східним походженням пояснюють назву картини дослідники Д. Щербаківський, П. Білецький та С. Бушак. На думку Бушака слово «мамай» вживалося як синонім слів: «козак», «запорожець», «гайдамака», «розбишака», «волоцюга», «відчайдуха» й означало не ім'я козака, а характеризувало його заняття.
Картини називали «Мамаями» переважно в усній традиції, а у підписах — текстах зустрічаються інші імена — Хома, Іван, Палій та інші. Назва «Козак Мамай» трапляється на картинах з «гайдамацькими сценами». Саме у XVIII ст. під впливом гайдамаччини картина композиційно змінюється, розширюється у своєму змісті: з'являються живописні полотна з часів Коліївщини. На них подані сцени розправи гайдамак зі своїми противниками — суд, який вершить Мамай; на деревах повішені чоловічі постаті. Щербаківський вважав, що саме часи гайдамаччини безіменному козаку-бандуристу, у «якого ім'я було не одно, а єсть їх до ката», додали ім'я «Мамай», ім'я, яке перейшло потім і на копії старих картин козака — бандуриста і закріплено за всіма взагалі варіантами цієї картини.
|  | Річ у тім, що ці народні картини дістали назву «Козак Мамай» лише завдяки тому, що саме так було підписано персонажа на деяких з них. Отже, справді невідомо, чи взагалі ці картини називалися в народі «Козак Мамай». В тринадцяти випадках помічено, що підписи на самій картині й тексти, додані знизу зображення дозволяють інакше номінувати головного персонажа і відповідно самі картини |

«Козак-бандурист», «Козак-запорожець», «Козак Мамай» — все це назви картин одного типу. Загальні риси композиції і головного образу, побутування їх протягом кількох століть на українських землях дозволяють вважати ці твори традиційними народними картинами. Їх існує кілька варіантів. Але у всіх випадках основою композиції завжди є постать козака, який переважно сидить, схрестивши ноги.
Найчисельніші колекції цього твору зберігають та експонують Національний художній музей України, Дніпропетровський історичний музей імені Дмитра Яворницького та Український центр народної культури «Музей Івана Гончара».

## Галерея

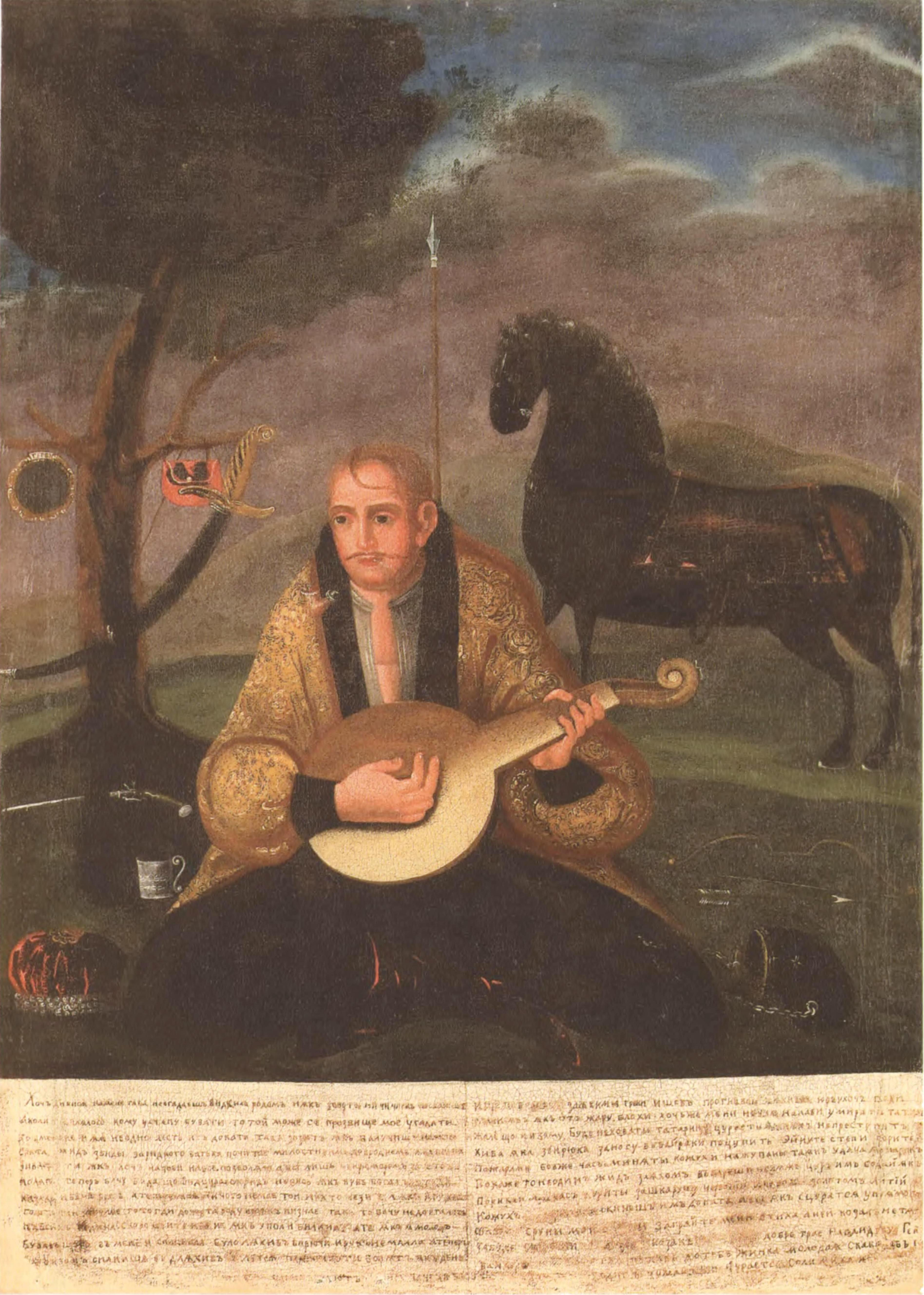
Картина «Козак Мамай» (XVIII ст.). Національний заповідник «Хортиця»
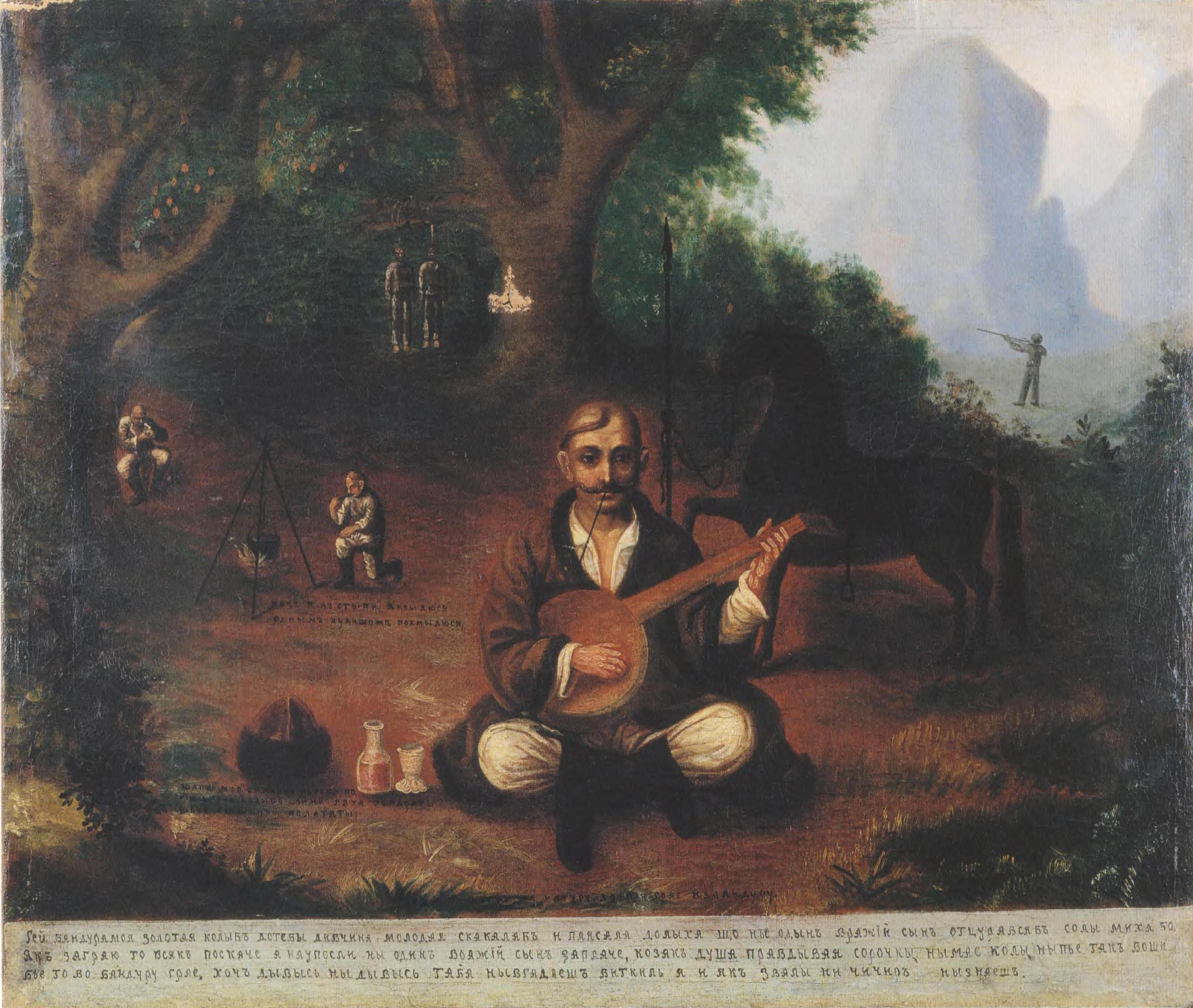
Картина «Козак Мамай» (XVIII ст.). Дніпровський історичний музей ім. Д. І. Яворницького
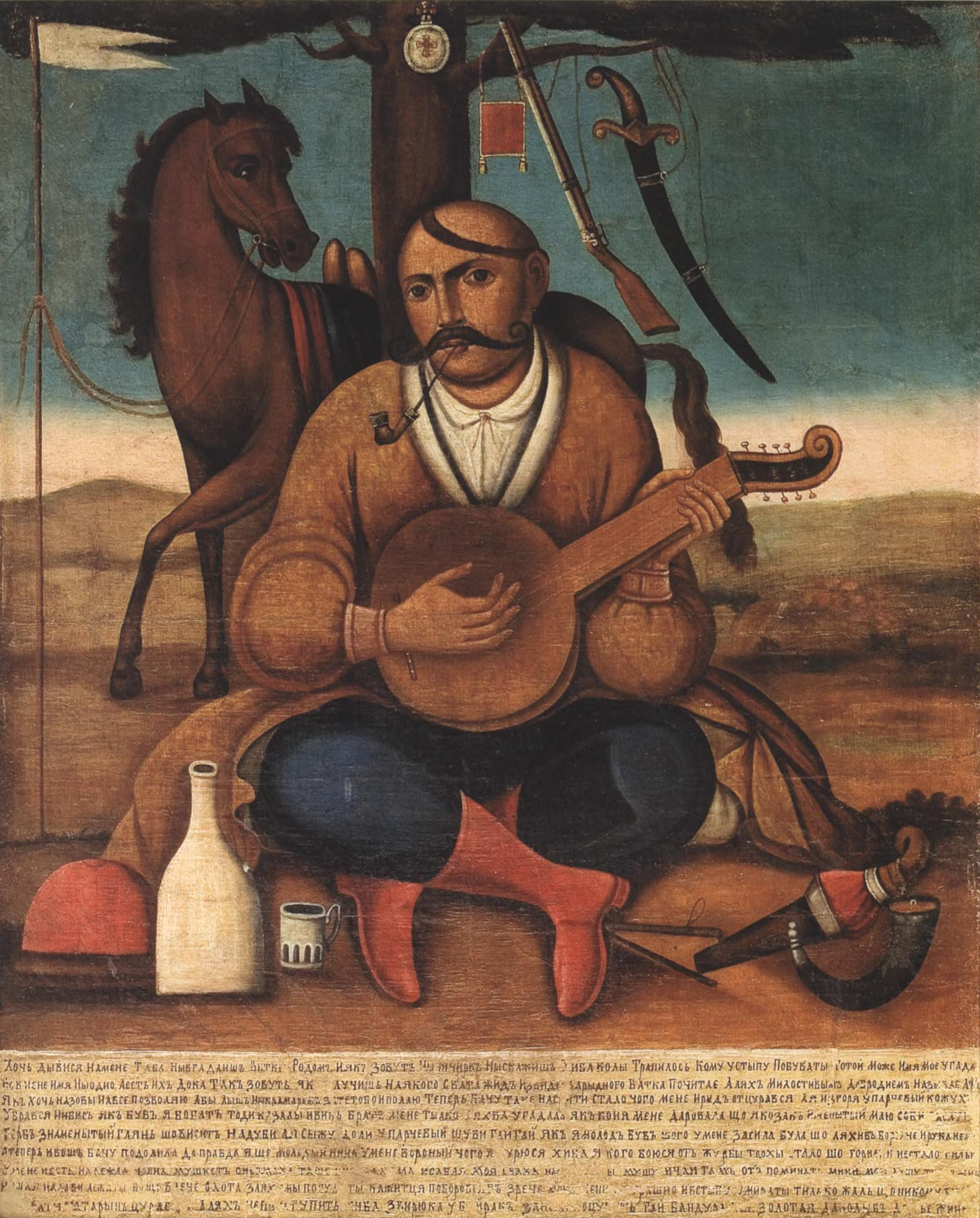
Картина «Козак Мамай» (кін. XVIII - поч. XIX ст.). Львівський історичний музей
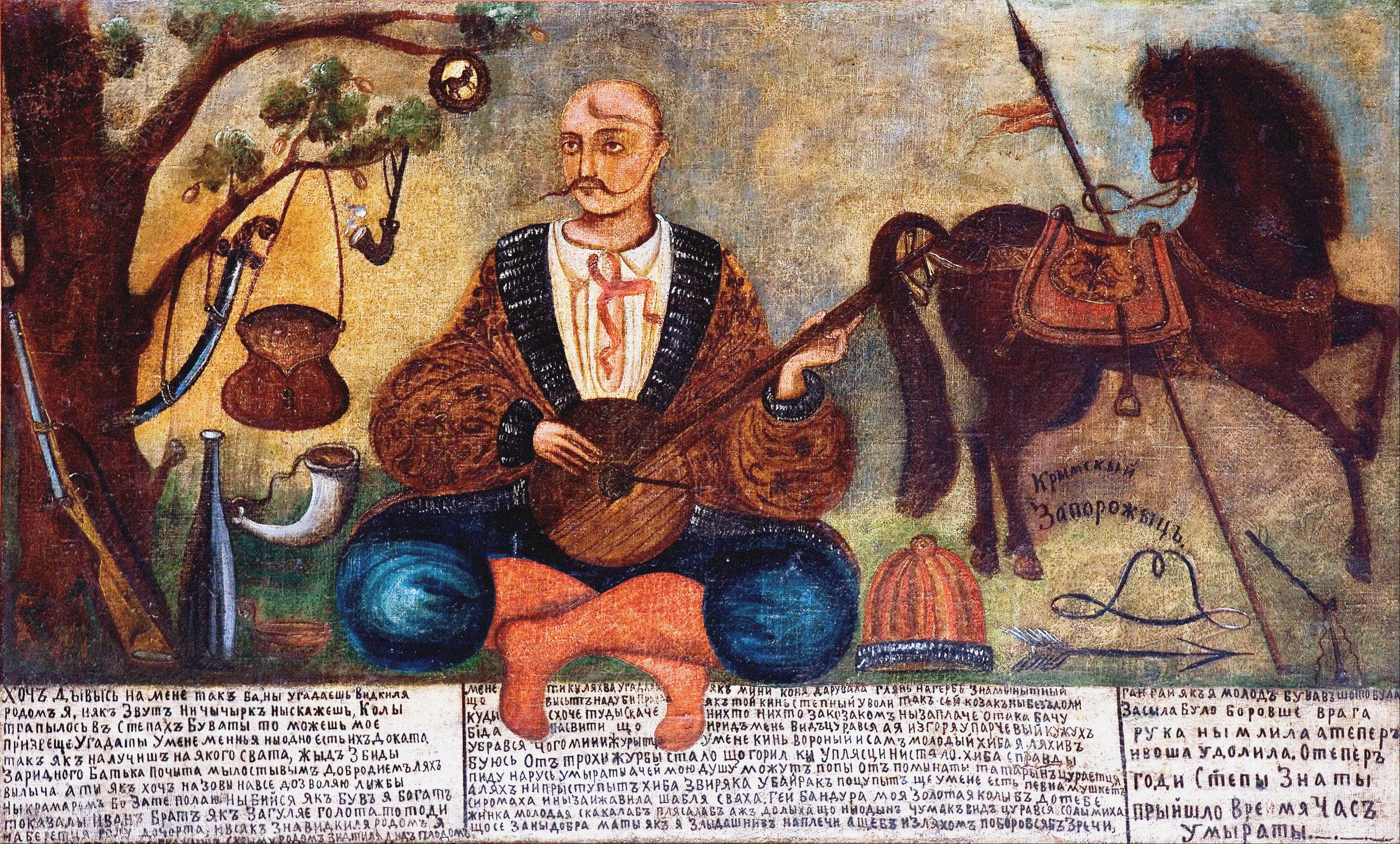
Народна картина «Кримський Запорожець (Козак-Мамай)», автор невідомий. Під черевом коня напис: «Крымскый Запорожыцъ» (кін. XVIII – І пол. ХІХ ст.) Музей Івана Гончара

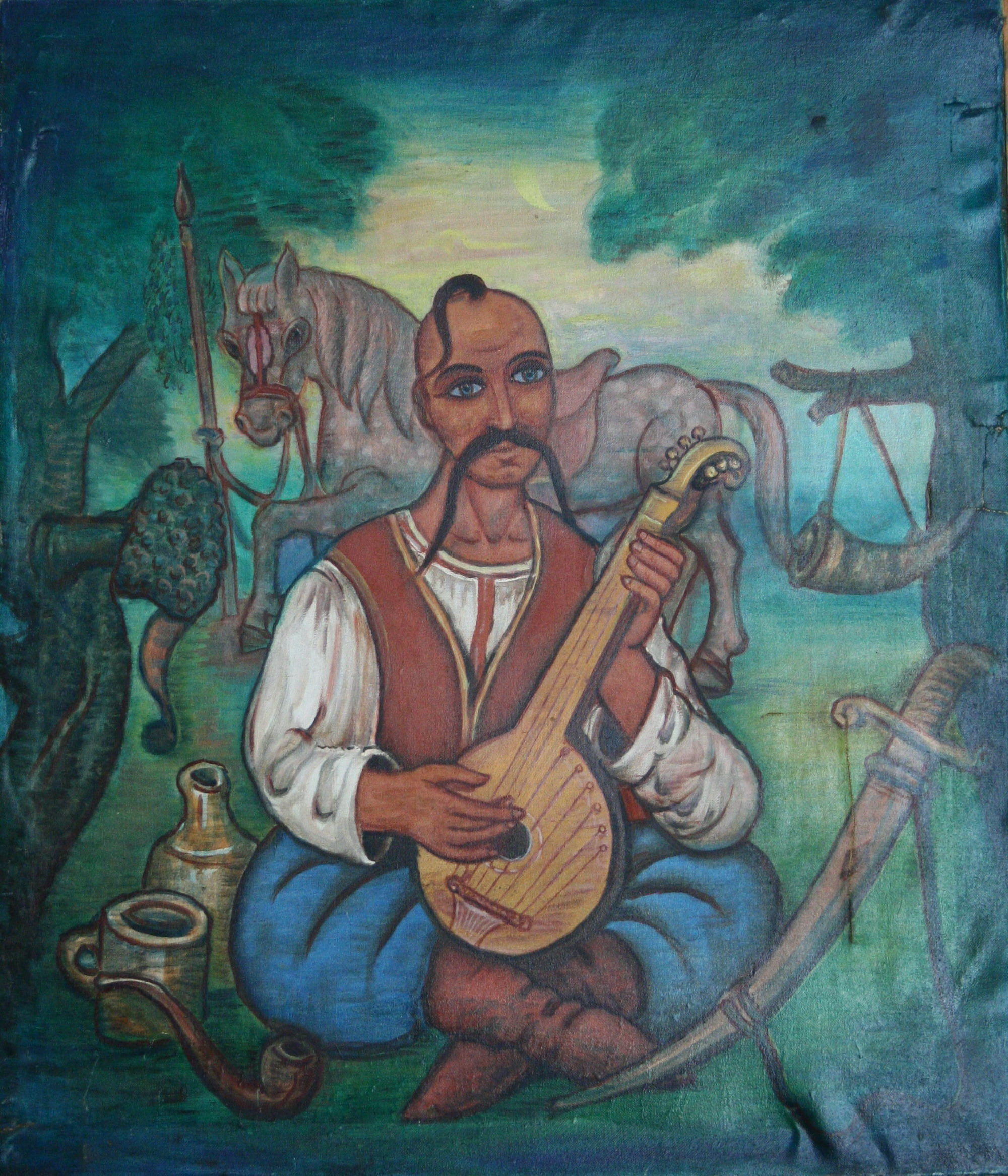
Картина «Козак Мамай» невідомого автора (1995). «Музей Козацької Слави»
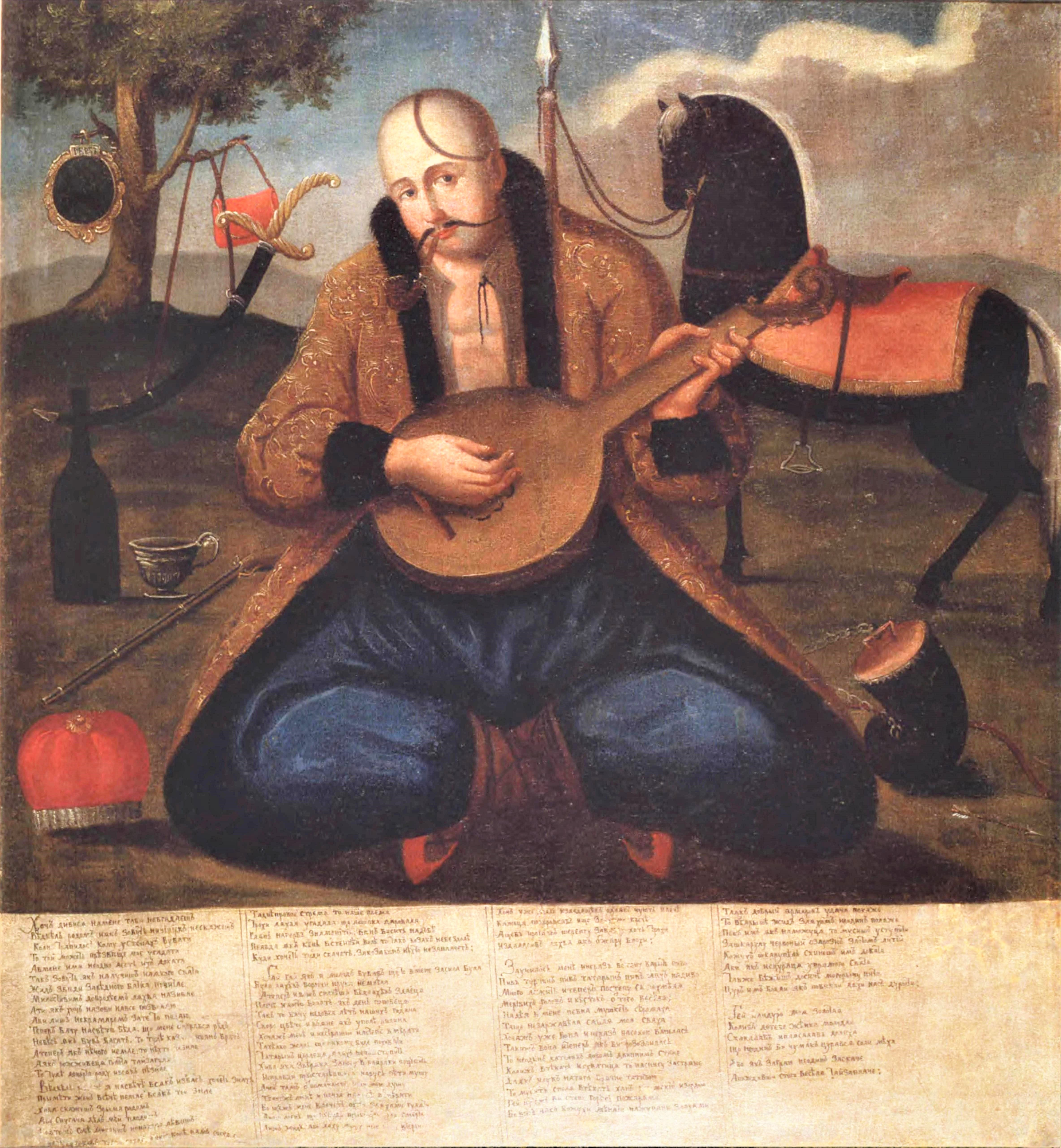
Картина «Козак-бандурист» невідомого автора (XIX ст.). Національний художній музей України
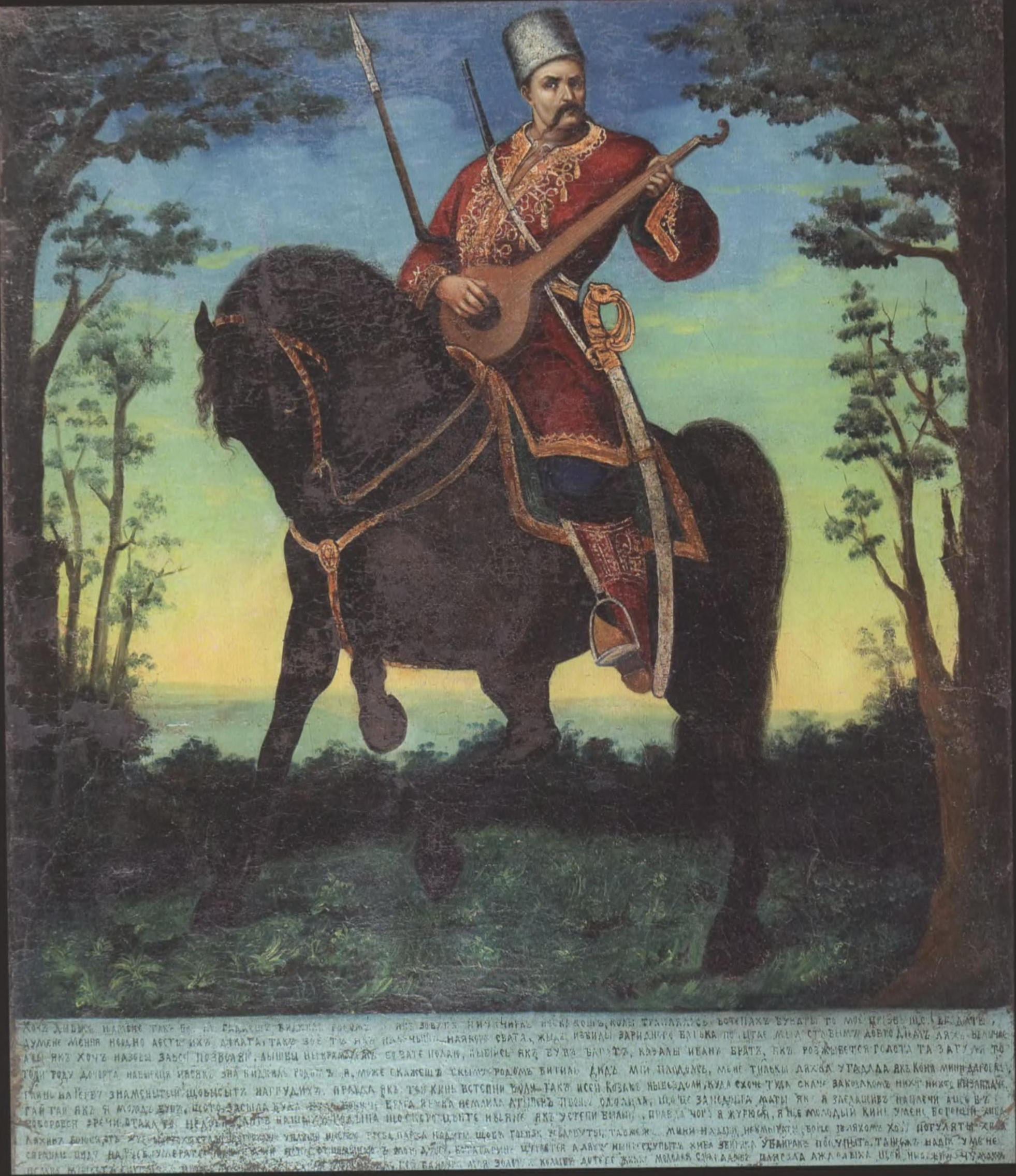
Картина «Козак-бандурист» Федора Стовбуненка (1890). Полтавський художній музей
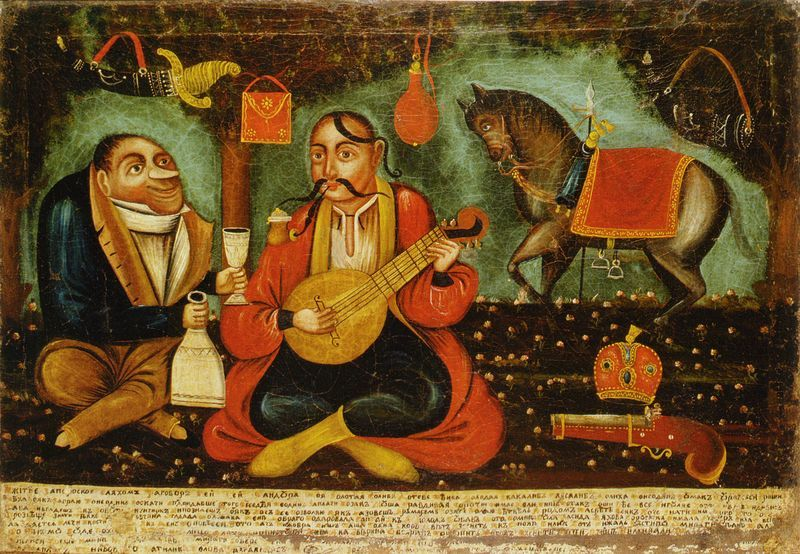
Картина «Козака з ляхом разговор» невідомого автора (XIX ст.). Національний художній музей України

Картина «Козак-бандурист» невідомого автора (XIX ст.). Національний художній музей України
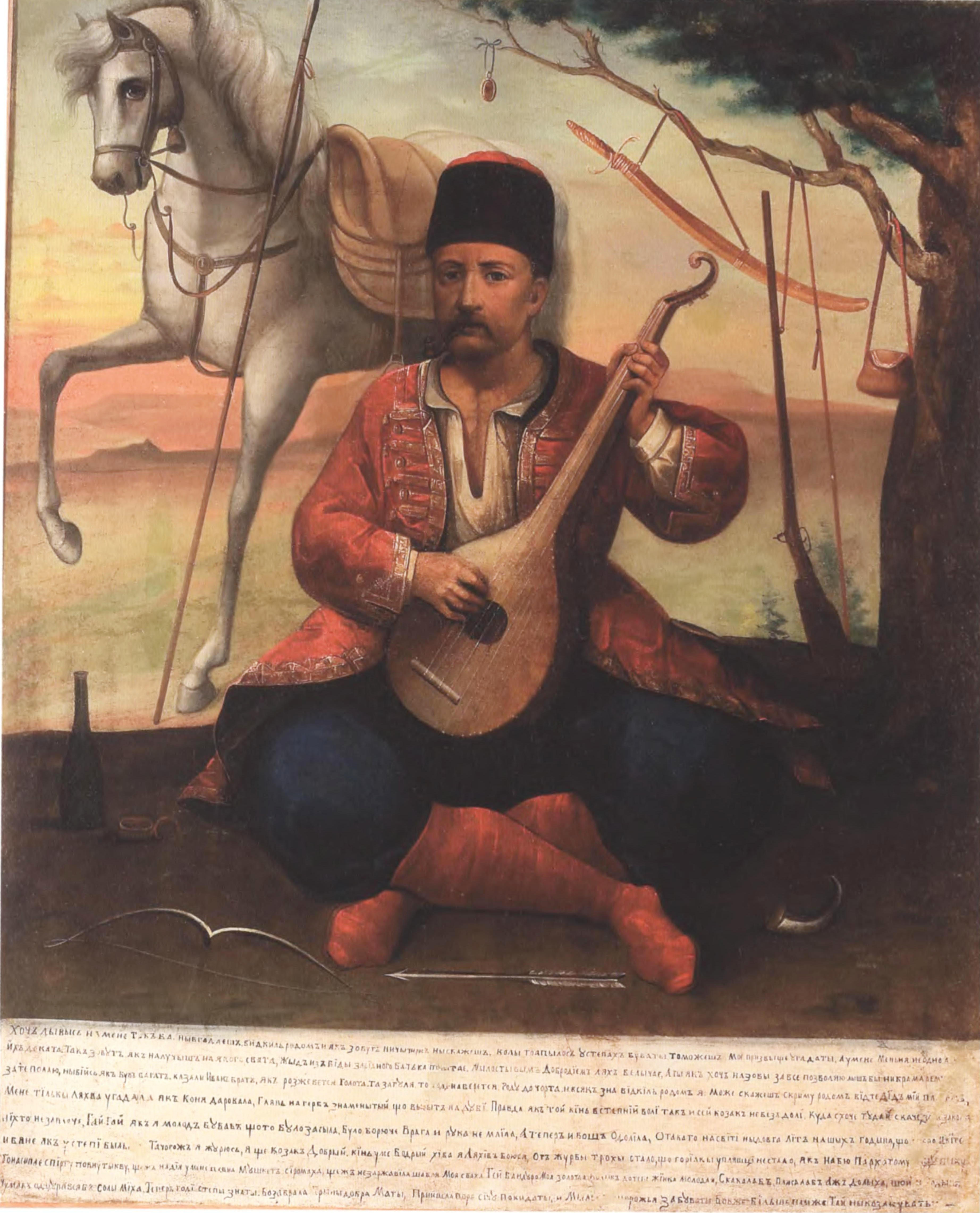
Картина «Козак-бандурист» Федора Стовбуненка (XIX ст.). ЧОХМ ім. Григорія Ґалаґана
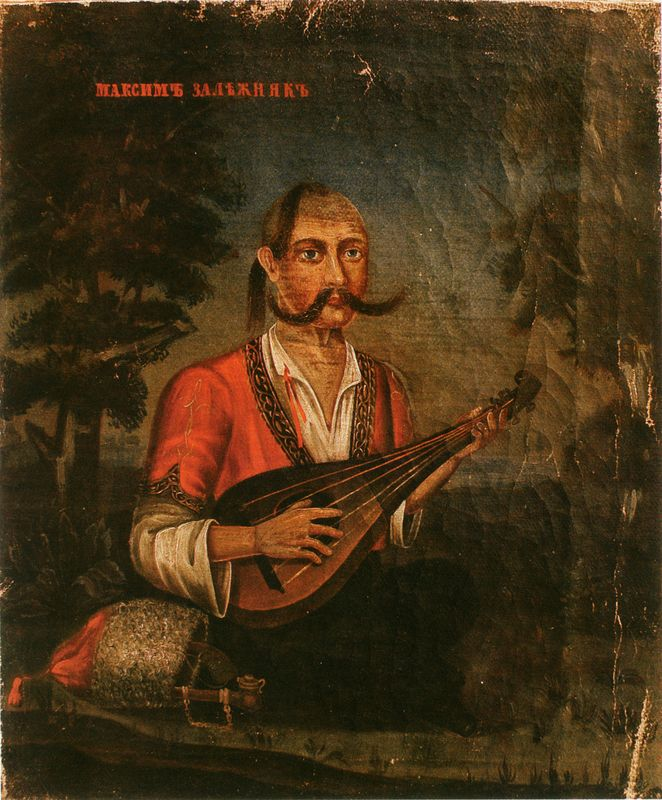
Картина «Максим Залізняк». 1858 р. Новомиргород, Херсонщина. Російський етнографічний музей

## У мистецтві

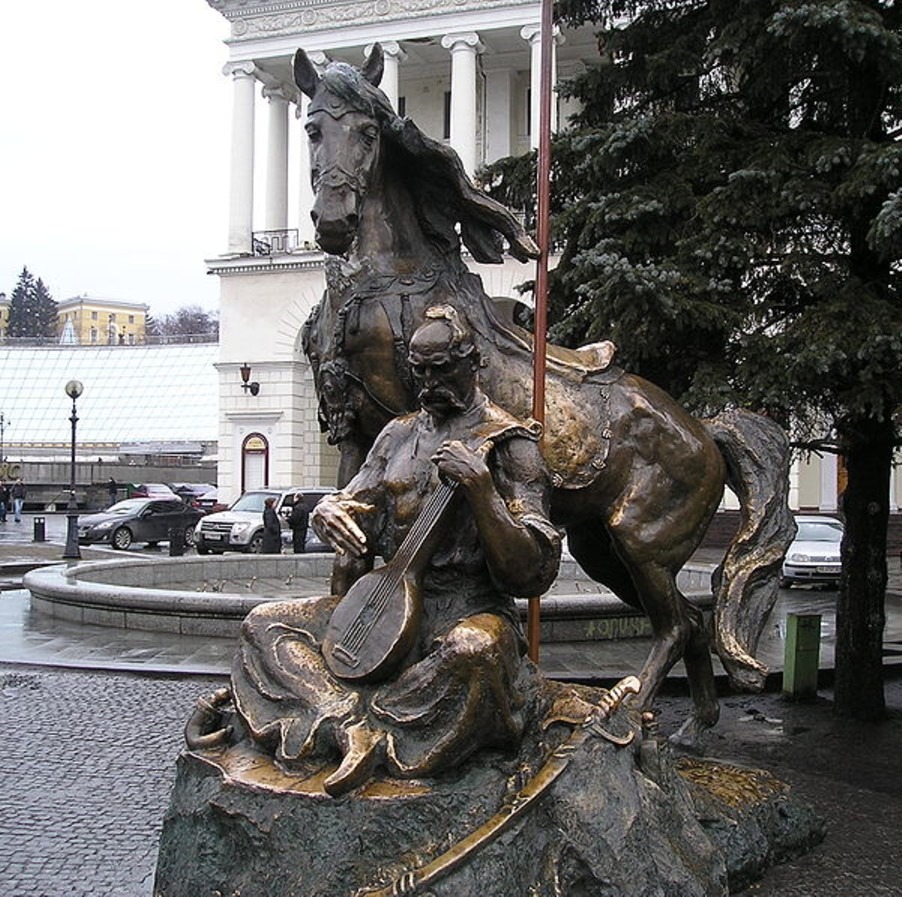
Пам'ятник Мамаю на Майдані Незалежності, виконаний Миколою та Валентином Знобами (2001)

### Кіно
У 2003 році на Національній кіностудії імені Олександра Довженка режисер Олесь Санін створив фільм «Мамай».

### Музика
У музиці образ козака Мамая знайшов відображення у піснях сучасних українських гуртів Кому Вниз, Воплі Відоплясова та Багряний Шлях.

### Плакати та графіті

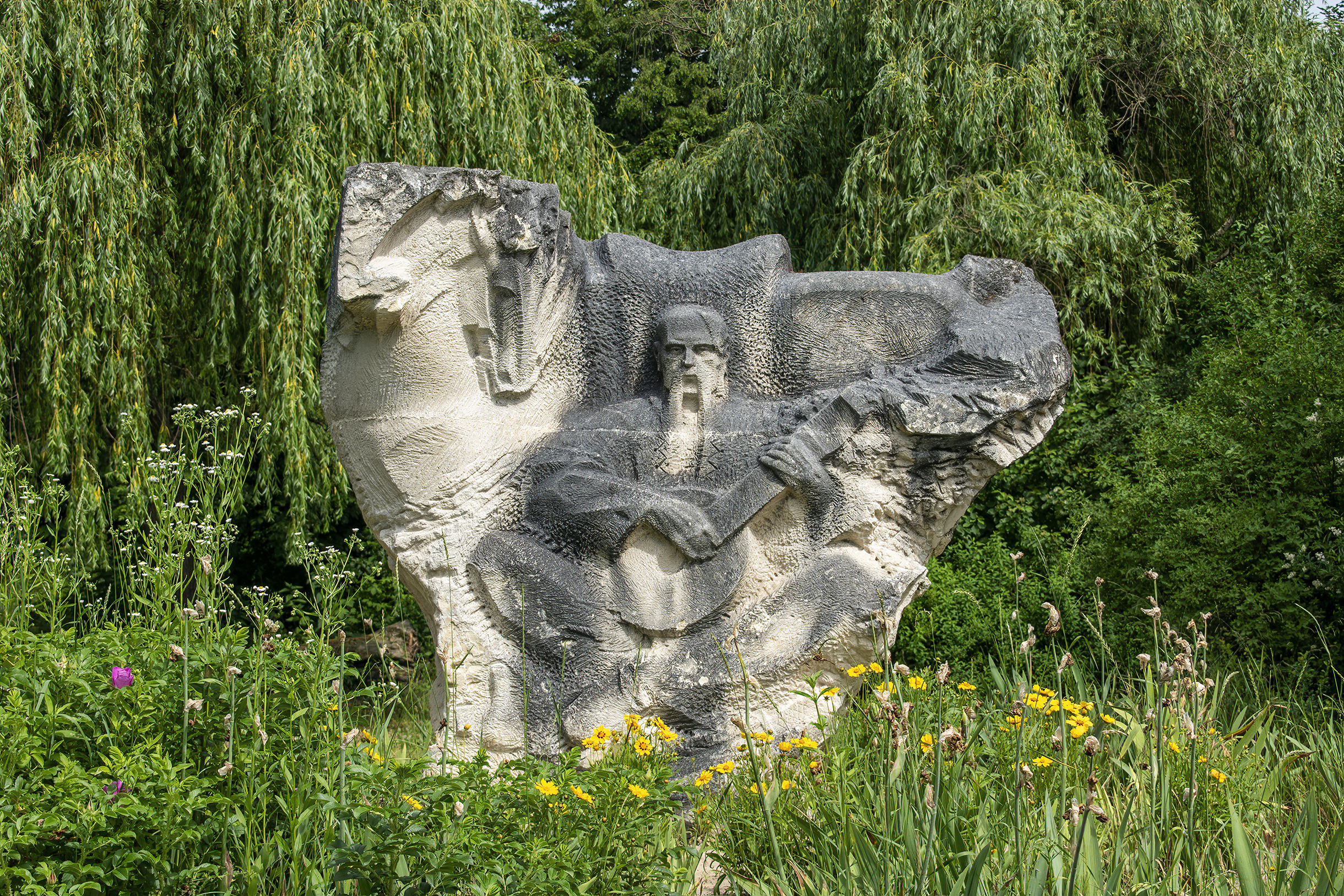
Пам'ятник Мамаю в селі Рокині Волинської області, виконаний Володимиром Шолудьком (2012)

Під час Революції Гідності художник Микола Гончаров відтворив образ козака Мамая у графіті та плакатах серії «Все що тобі потрібно — це любов», замінивши кобзу на автомат Калашникова, а штоф на запалений «коктейль Молотова».

### Пам'ятники
- Єлизаветівка[12]
- Запоріжжя[13]
- Київ[14]
- Краматорськ[15]
- Каховка[16]
- Кривий Ріг[17]
- Рокині[18]

### Монети
23 липня 1997 року Національний банк України ввів до обігу срібну пам'ятну монету, присвячену ідеалізованому образу козака і українців.

### Вулиці
- У місті Дніпро є вулиця Козака Мамая.
- У місті Кропивницький є провулок Козака Мамая.
- У місті Миколаїв провулок Грибоєдова перейменували на провулок Козака Мамая.[19]
- У місті Кривий Ріг вулицю Благонравова перейменували на вулицю Козака Мамая.

### Виставки
У липні 2012 року в Національному музеї літератури України відбулася виставка «МАМАЇ. Образ козака Мамая в сучасній літературі та мистецтві» (з колекції музею та майстерень художників), у рамках упроект «Відлуння», мета якого висвітлювати діалоги культур, спадкоємність традицій, осмислення минулого.